# Wynantskill
Wynantskill és una població dels Estats Units a l'estat de Nova York. Segons el cens del 2000 tenia 3.018 habitants.

## Demografia
Segons el cens del 2000, Wynantskill tenia 3.018 habitants, 1.246 habitatges, i 857 famílies. La densitat de població era de 481,5 habitants per km².
Dels 1.246 habitatges en un 28,3% hi vivien nens de menys de 18 anys, en un 55,6% hi vivien parelles casades, en un 10% dones solteres, i en un 31,2% no eren unitats familiars. En el 26,8% dels habitatges hi vivien persones soles el 16,7% de les quals corresponia a persones de 65 anys o més que vivien soles. El nombre mitjà de persones vivint en cada habitatge era de 2,42 i el nombre mitjà de persones que vivien en cada família era de 2,94.
Per edats la població es repartia de la següent manera: un 21,4% tenia menys de 18 anys, un 6,5% entre 18 i 24, un 27,3% entre 25 i 44, un 25,9% de 45 a 60 i un 18,9% 65 anys o més.
L'edat mediana era de 42 anys. Per cada 100 dones de 18 o més anys hi havia 88,4 homes.
La renda mediana per habitatge era de 51.988 $ i la renda mediana per família de 61.951 $. Els homes tenien una renda mediana de 40.391 $ mentre que les dones 30.086 $. La renda per capita de la població era de 23.277 $. Entorn del 0,4% de les famílies i l'1,3% de la població estaven per davall del llindar de pobresa.